# Włodzimierz Dobrowolski (ur. 1960)
Włodzimierz Dobrowolski (ur. 11 lipca 1960 w Warszawie) – polski inżynier mechanik energetyk, działacz NZS od 1980 r., polityk i urzędnik państwowy III Rzeczypospolitej.

## Życiorys
W latach 1978–1982 student Wyższej Szkoły Inżynierskiej w Radomiu. Następnie kontynuował studia na wydziale Mechanicznym Energetyki i Lotnictwa Politechniki Warszawskiej, które ukończył w 1986 r. i kontynuował do 1988 r.
W latach 1978–1980 był członkiem Ruchu Narodowego. Wychowanek i moderator Duszpasterstwa Akademickiego w Warszawie i Radomiu (w parafiach: św. Józefa na Kole, św. Anny, Najświętszego Zbawiciela i św. Katarzyny). Od 1978 r. uczestnik i współorganizator pieszych pielgrzymek młodzieży akademickiej na Jasną Górę i współorganizator pielgrzymek majowych w rocznice Ślubowań Młodzieży Akademickiej z 1926 r. Współpracownik ks. Józefa Maja i ks. Jerzego Banaśkiewicza.
W roku 1980, jako student Wyższej Szkoły Inżynierskiej w Radomiu był członkiem Komitetu Założycielskiego NZS WSI, a od września 1980 jej rzecznikiem prasowym. Jeden z inicjatorów i liderów strajku akademickiego w październiku 1981 r., rzecznik prasowy strajku i członek Komitetu Strajkowego na WSI; Od 1980 r. współpracownik NSZZ Solidarność Region „Ziemia Radomska” i NSZZ Rolników Indywidualnych „Ziemia Radomska”. W latach 1980–1981 współpracownik Ruchu Młodej Polski. W latach 1980–1987 organizator Dni Społecznych Ośrodka Dokumentacji i Studiów Społecznych. Po 13 grudnia 1981 uczestnik prób reaktywowania KK NZS i ogólnopolskich zjazdów delegatów samorządu studenckiego.
Od 1982 wielokrotnie zatrzymywany, przesłuchiwany przez SB, zmuszony do zmiany uczelni z WSI w Radomiu na PW w Warszawie. Od 1983 r. działacz samorządu studenckiego Politechniki Warszawskiej – przewodniczący samorządu studentów PW 1984–1985 do zmiany ustawy o szkolnictwie wyższym. W latach 1983–1985 był kolporterem wydawnictw podziemnych oraz m.in. kaset audio, tzw. cegiełek, medali, monet i wydawnictw okolicznościowych. Od 1983 działał jako wydawca, redaktor, kolporter wydawnictwa „Periculum”, „Ślubujemy”, a od 1985 „Sprawy Polskiej”. Pomagał w dostawie sprzętu poligraficznego, kolportażu pisma „Solidarność Podziemna”. W latach 1984–1986 był wielokrotnie przesłuchiwany przez SB – rozmowy ostrzegawcze. W marcu 1987 roku, jako przedstawiciel PW uczestnik spotkania reaktywującego Komisję Krajową NZS na ul. Brzozowej w Warszawie w mieszkaniu pani prof. Czarneckiej, matki Ryszarda Czarneckiego.
Twórca studenckich grup samokształceniowych we współpracy z Henrykiem Klatą i środowiskiem Ligi Narodowo-Demokratycznej, gdzie prelegentami byli m.in. Janusz Krzyżewski, Jan Łopuszański, Henryk Goryszewski.
Uczestnik salonu narodowego na ul. Pięknej u mec. Napoleona Siemaszko i w związku z tą działalnością delegat na Światowy Zjazd Stronnictwa Narodowego w Londynie w 1987 r. Uczestnik światowego zjazdu młodzieży katolickiej w Rzymie UNIV 1987.
Włodzimierz Dobrowolski był jednym z inicjatorów powstania Stowarzyszenia Katolickiej Młodzieży Akademickiej i Akademickiego Stowarzyszenia Katolickiego „Soli Deo”. Według istniejącej w IPN dokumentacji inwigilowany i rozpracowywany przez SB od 26 X 1984 do 26 IX 1989 – przez Wydz. III SUSW. Współpracownik mec. Władysława Siła-Nowickiego i koordynator jego kampanii wyborczej na warszawskim Żoliborzu z listy niezależnej do Sejmu w 1989 r.
W 1989 należał do grona współzałożycieli ZChN, którego był pierwszym sekretarzem generalnym, współpracownik prof. Wiesława Chrzanowskiego. Organizator Zjazdu Założycielskiego na PW 28.10.1989 r. i Regionu Mazowieckiego Stronnictwa, delegat na zjazdy krajowe i członek władz krajowych i regionalnych ZChN do 2001 r.
W latach 1990–1998 radny warszawskiej dzielnicy Praga Południe, gminy Warszawa Centrum, Sejmiku Warszawskiego i Mazowieckiego; wielokrotny przewodniczący Klubów Radnych Prawicy. W wyborach parlamentarnych w 1993 bez powodzenia ubiegał się o mandat poselski w okręgu warszawskim z listy Katolickiego Komitetu Wyborczego „Ojczyzna”.
W latach 1997–1999 podsekretarz stanu w rządzie Jerzego Buzka na stanowisku prezesa zarządu Państwowego Funduszu Rehabilitacji Osób Niepełnosprawnych. Następnie zatrudniany na stanowiskach kierowniczych w przedsiębiorstwach państwowych NBP, PPL, PERN, PWPW, OGP "Gaz-System" S.A., Bank Ochrony Środowiska S.A. i in.
Inicjator i organizator na jesieni 2021 r. obchodów 40 rocznicy strajku w Wyższej Szkole Inżynierskiej w Radomiu na Uniwersytecie Technologiczno-Humanistycznym w Radomiu. Pomysłodawca i redaktor publikacji odkrytych w 2021 r. dokumentów strajkowych przechowywanych przez Michała i Wojciecha Jakubiaków oraz nieznanych zdjęć Jerzego Kośnika z 4 dni strajku. Książka p. t.: "Nasz czas - Kronika strajku pracowników i studentów w Wyższej Szkole Inżynierskiej w Radomiu" - ukazała się 13.12.2023 r. w nakładzie 500 egz.  ISBN 978-83-68001-00-6
Żonaty z Iwoną Skowron-Dobrowolską. Mają troje dzieci.

## Odznaczenia i zasługi
- 2010: Krzyż Kawalerski Orderu Odrodzenia Polski za działalność NSZ odznaczony[2]
- 2015: Krzyż Wolności i Solidarności za zasługi w działalności na rzecz niepodległości i suwerenności Polski na wniosek NSZZ Solidarność Region „Ziemia Radomska”[3]
- 2021: Medal Stulecia Odzyskanej Niepodległości za przyczynienie się do budowania i wzmacniania suwerenności, niepodległości, kulturowej; tożsamości i materialnej pomyślności Rzeczypospolitej[4]
- 2025: Medal „Pro Patria” za organizowanie pielgrzymek studenckich oraz grup samokształceniowych w ramach Duszpasterstwa Akademickiego w Radomiu, czynny udział w strajku okupacyjnym w Wyższej Szkole Inżynierskiej w Radomiu oraz zainicjowanie i wykonanie projektu wydania książki „Nasz czas. Kronika strajku pracowników i studentów w Wyższej Szkole Inżynierskiej w Radomiu”[5][6].